# توماس بلاكيستون
توماس بلاكيستون (بالإنجليزية: Thomas Blakiston)‏ مُستكشف وعالم طبيعة إنجليزي.

## نبذة عنه
ولد بلاكيستون في يمنجتون، هامبشاير في انجلترا، وهو ابن جون ميجور بلاكيستون، كانت والدته جين، ابنة القس توماس رايت، عميد السوق بوسورث، ليسترشاير. استكشف بلاكيستون غرب كندا مع رحلة باليزير بين عامي 1857م و1859م.
وفي عام 1861م سافر حتى نهر اليانغتسى في الصين، وذهب لأبعد من أي غربي قبله. أمضى الجزء التالي من حياته في اليابان. وأصبح أهم علماء الطبيعة في اليابان، انتقل إلى الولايات المتحدة في عام 1885م. توفي بلاكيستون وعمره 58 من الالتهاب الرئوي في أكتوبر 1891م أثناء وجوده في سان دييغو، كاليفورنيا، ودفن في مقبرة الحديقة الخضراء، كولومبوس في أوهايو.

## أبحاثه و اكتشافاته
كان بلاكيستون أول شخص لاحظ أن الحيوانات في هوكايدو، في شمال اليابان ، مرتبطة بالأنواع الآسيوية الشمالية، في حين كانت الأنواع في هونشو إلى الجنوب مرتبطة مع تلك الأنواع من جنوب آسيا. بالتالي تأسس مضيق تسوجارو بين الجزيرتين ووحد (الجغرافية الحيوانية) zoogeographical، وأصبح يعرف باسم الخط " Blakiston ".
بلاكيستون جمع عينات البومة في هاكوداته، اليابان في عام 1883. وقد وصفت فيما بعد هنري سيبهوم .وسُميت بومة سمك بلاكيستون.

## زواجه
تزوج بلاكيستون من آن ماري في عام 1885ميلادية. كان لديهم ابنة واحدة وابن واحد.